# Задушевное слово
«Задушевное слово» — наиболее популярный в Российской империи журнал для детей младшего и среднего возрастов. Издавался в Санкт-Петербурге «Товариществом Вольфа» с 1876 по 1918 годы.

## История
В 1877 году состоял из четырёх отделов, выходил еженедельно (отделы, чередуясь между собой, выходили по одному разу в месяц) под редакцией В. Лапина. В 1878—1881 гг. журнал состоял из двух отделов, редактировала которые Софья Макарова (1834—1887).
В 1882 году детский журнал «Задушевное слово» вышел в виде сборника из двух же отделов, а с 1883-го стала выходить «Новая серия», по 52 выпуска в год, в каждом два отдела (для младшего и старшего возрастов). Отделы журнала:
1. Чтение для детей от 5 до 8 лет, под общей редакцией В. Лапина, сост. С. М. Макарова;
2. Чтение для детей от 7 до 12 лет, под общей редакцией В. Лапина, сост. С. М. Макарова;
3. Чтение для юношества, сост. под редакцией В. Лапина;
4. Семейное чтение для взрослых. Романы, повести, рассказы и путешествия лучших писателей, под общей редакцией В. Лапина, сост. П.И. Вейнберг.

С 1884 года выходила новая серия журнала в 2 отделах: для детей младшего возраста (от 5 до 9 лет) и для детей старшего возраста (от 9 до 14 лет). Эта серия выпускалась еженедельно до 1918 года. Издатель — А. М. Вольф, далее — Товарищество М. О. Вольфа; ред. — С. М. Макарова, с 1885 по 1900 — Н. Вессель, с 1905 — П. М. Ольхин, С. М. Проскурнин, с 1917 года — В. С. Русаков.
Журнал печатал статьи познавательного характера («Отчего потеют окна», «Как самому сделать телефон», «Кем и как были изобретены спички» и т. п.), оригинальные и переводные стихотворения, рассказы, повести. Так, в 1906 году в журнале «Задушевное слово» (№ 1, стр. 14-16) был издан первый перевод на русский язык сказки «Приключения Пиноккио».
Популярность имели рассказы и повести писательницы Лидии Чарской; другими постоянными авторами были София Соболева и Клавдия Лукашевич. На страницах журнала появлялись теоретические работы по воспитанию детей А. Пчельниковой. В начале XX века почти в каждом выпуске можно было найти первые комиксы на русском языке (в переводе с французского). С 1909 года выходило приложение к журналу —  серия «Задушевное воспитание» под редакцией С. Ф. Либровича.

## Критика
В своём очерке «Матерям о детских журналах» видный поэт, детский писатель, журналист и публицист Корней Чуковский негативно отзывается о журнале, в частности, указывая на его излишнюю коммерциализованность, склонность к саморекламе, второсортность и неграмотность (на его взгляд) публиковавшихся там стихотворений и произаических произведений, а также акцентирует внимание на постоянное присутствие в журнале рассказов Чарской и в то же время их же шаблонность и однообразие.

Базарный, лавочный, деляческий дух царит в этом детском журнале. И, что всего отвратительнее, журнал привлекает детей к участию в своих торгашеских планах. <…> Все же остальное посвящено восхвалению «Задушевного Слова» — и других изданий Товарищества М. О. Вольф. <…> Читатель понимает, что Чарская — сотрудница «Задушевного Слова», а Шиллер, Пушкин, Лермонтов и Тургенев не имеют этого преимущества.
Детям Чарская милее Шиллера, но ведь им шоколад Кайе милее Собора Парижской Богоматери, — что ж из этого следует? Ничего. Но для «Задушевного Слова» из этого следует реклама.
Круглый год все «Задушевное Слово» звенит насквозь: Чарская, Чарская, Чарская, — и эта ловкая рукодельница бесчисленных романов, повестей и стихотворений в условно-детском стиле, с условными институтками, условными черкесами, условными князьями и нищими приобретает размеры чуть ли не мирового гения. Что с детьми церемониться! Разве дети что-нибудь смыслят! — как бы раз навсегда решил этот журнал, и, вместо литературных приличий, установил какой-то литературный канкан.
<…>
Дать детям «Задушевное Слово» — это все равно, что поручить их воспитание коммивояжеру.
<…>
Благородством в «Задушевном Слове», как известно, заведует Чарская. Благородство — ее специальность.
<…>
Все это очень благородно, но, неправда ли, слегка однообразно. Из одного и того же сахару лепит Чарская своих ангелочков. Не будем, однако, строги к этой бедной ремесленнице. Трудно, небось, без таланта, без капли искренности все лепить и лепить, — как на фабрике, — картонных, сахарных, пряничных Зиночек, Людочек, Лялечек.
— Чуковский К. А. Матерям о детских журналах. — СПб.: Рус. скоропеч., 1911. — 103 с.
Кроме того, Чуковский отмечает резкую смену тематики «Задушевного слова» в 1910 году после разрешения на подписку журнала учащимся военно-учебных заведений